# Баньтьынг
Баньтьынг (вьет. Bánh chưng, варёный на пару́ пирог) — блюдо вьетнамской кухни, пирог из клейкого риса, бобов мунг и свинины. Его происхождение объясняется в легенде о Ланг Льеу (вьет. Lang Liêu), наследнике шестого хунгвыонга (вьет. Hùng Vương). Он стал хунгвыонгом благодаря тому, что создал баньтьынг и баньзэй (вьет. bánh giầy), символизирующих Небо и Землю. Приготовление и употребление баньтьынга у семейного алтаря в Тет — широко распространённая традиция вьетнамцев. Баньтьынг едят не только в Новый год, он является деликатесом и символом вьетнамской кухни, вместе с нэмран (вьет. nem rán) и фо (вьет. phở).

## Легенды и символизм
Согласно изданной в 1965 году книге Линь Нам тить куай (вьет. Lĩnh Nam chích quái, Дивные повествования земли Линьнам), баньтьынг был придуман Ланг Льеу после победы над династией Шан. Хунгвыонг собрал своих сыновей и приказал им принести яство, которое бы отражало чистосердечное уважение к предкам в Тет; тот, кто преподнесёт самое вкусное лакомство, станет владеть страной.
Принцы искали редкие продукты в море и лесах, Ланг Льеу, самый бедный сын хунгвыонга, не мог позволить себе купить дорогие кушанья, поэтому ему пришлось готовить из обычных продуктов, риса и свинины. В конце концов, Ланг Льеу придумал квадратный пирог, символизирующий землю, и круглый пирог, символизирующий небеса. Хунгвыонг счёл баньтьынг и баньзэй вкусными, но кроме того, хорошо передающими уважение к предкам. Хунгвыонг передал трон Ланг Льеу, а баньтьынг и баньзэй стали традиционными блюдами для Тета.
Судя по археологическим находкам, баньтьынг готовили ещё в правление династии Хонг-банг, во втором тысячелетии до нашей эры. Форма баньтьынга и баньзэй отвечала первобытным представлениям «о квадратной земле и круглом небе».
Без баньтьынга нельзя встречать Тет. Баньтьынг должен лежать на семейном алтаре, чтобы почтить предков и попросить их молиться за семью в новом году.

## Ингредиенты и приготовление

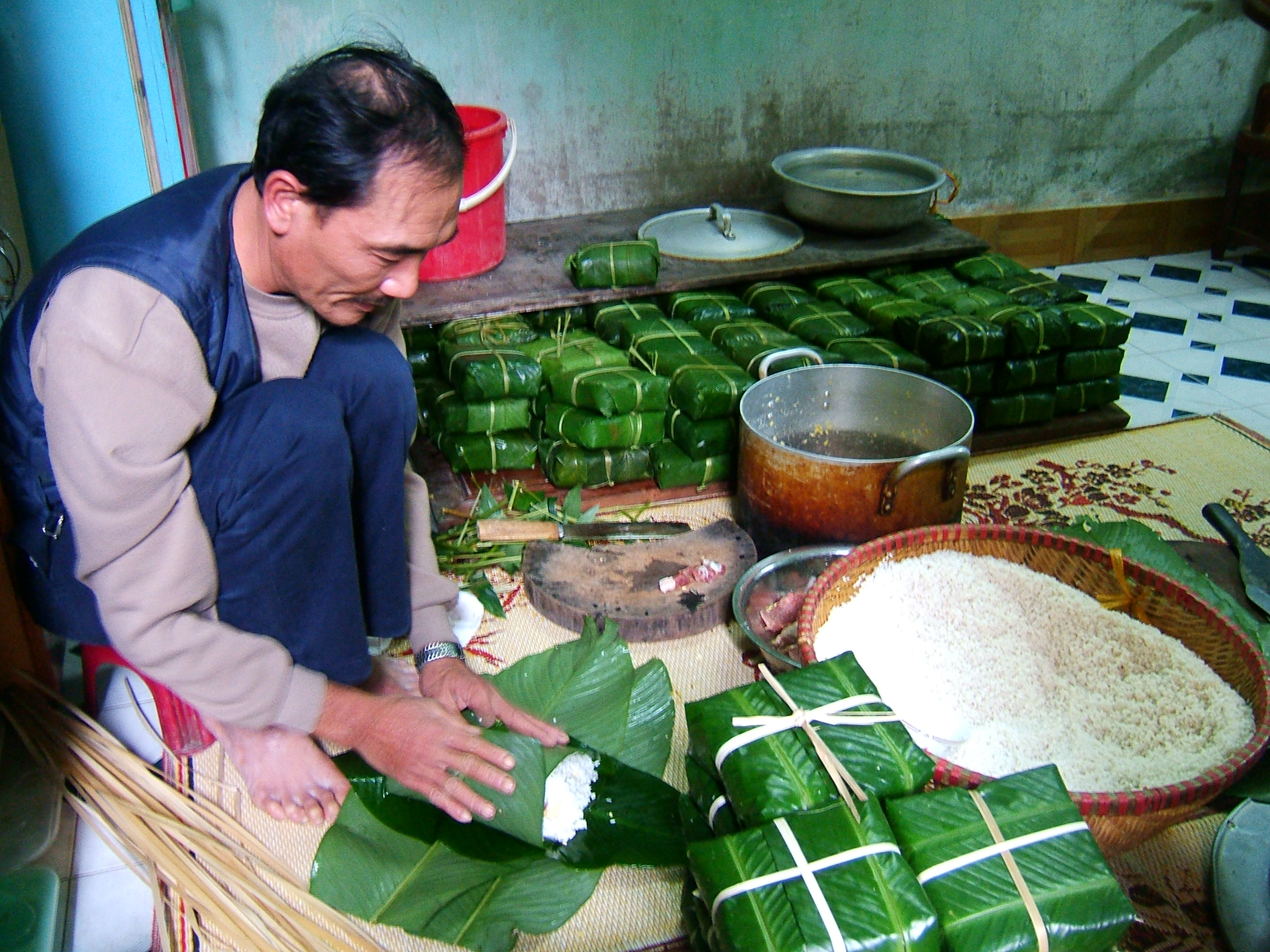
Заворачивание баньтьынга без формы

Обязательные ингредиенты баньтьынга — клейкий рис, бобы мунг, жирная свинина, чёрный перец, соль. Иногда в блюдо добавляют зелёный лук. Приправой служит ныокмам. Пирог заворачивают в полоски листьев ла зонг (вьет. lá dong), иногда для этого используется форма. Баньтьынг можно заворачивать также в листья банановой пальмы или, например, Terminalia catappa. Листья должны быть тщательно вымыты, для смягчения их вымачивают в солёной воде или обдают па́ром.
Для приготовления баньтьынга обычно выбирают дорогие качественные продукты. Бобы мунг вымачивают в воде два часа, а рис — 12—14 часов. Свинина обычно выбирается жирная, так как она лучше сочетается со вкусом риса и мунг. Свинину режут на крупные куски, затем натирают перцем, луком или ныокмамом. В Бакнине был распространён рецепт с добавлением сахара.
При приготовлении баньтьынга, сперва из листьев банана делают квадратную форму, в которую накладывают клейкий рис, бобы мунг, свинину, и ещё слой риса. Затем пирог тщательно заворачивают в листья и завязывают отделёнными тонкими полосками. Чтобы пирог не заплесневел, его оборачивают очень тщательно.
После предварительных приготовлений баньтьынги раскладывают в горшке, наполняют его водой, а затем варят несколько часов. Прилегающий к листьям рис при этом зеленеет. Для придачи зелёного цвета своим баньтьынг, некоторые производители даже помещают в горшок к баньтьынгам электролиты.
Баньтьынг режут на 8 частей отделёнными от листьев тонкими полосами. Баньтьынг обычно подают с маринованными луковицами, овощами, вьетнамской ветчиной (вьет. giò lụa, зёлуа) и рыбным соусом. Развёрнутый баньтьынг остаётся съедобным ещё несколько дней, а неразвёрнутый — две недели.

## Иллюстрации

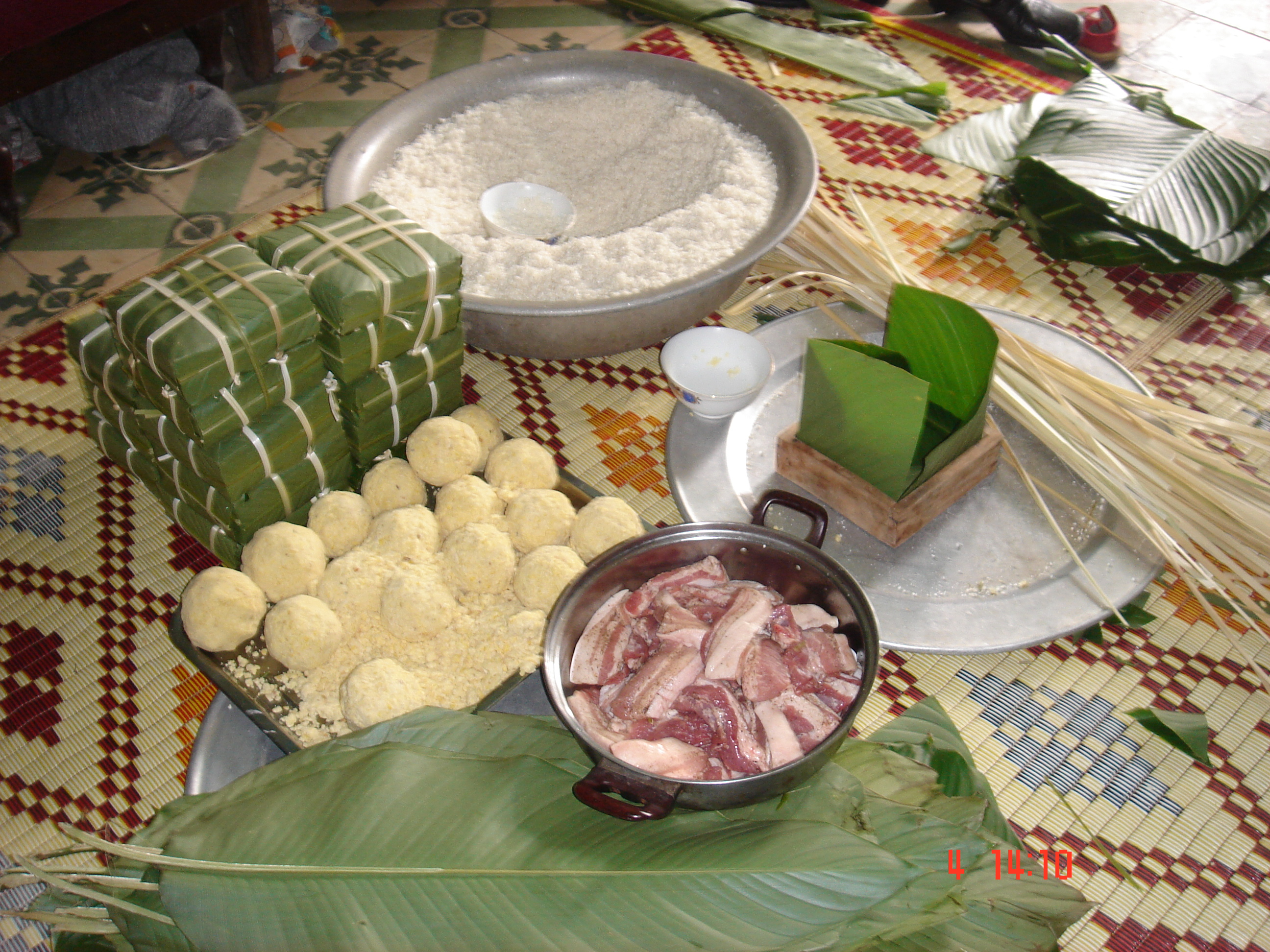
Ингредиенты для баньтьынга
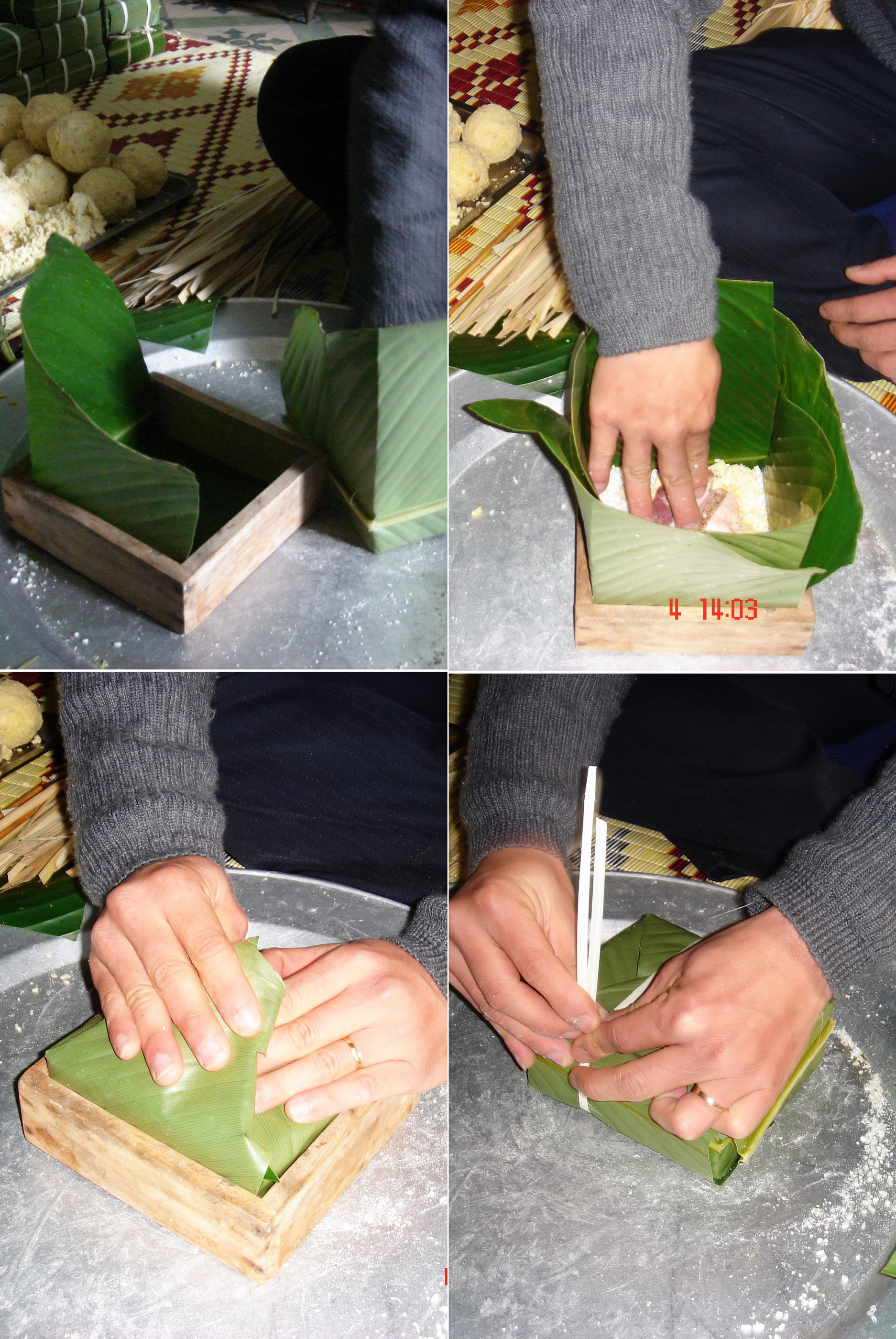
Заворачивание баньтьынга с формой
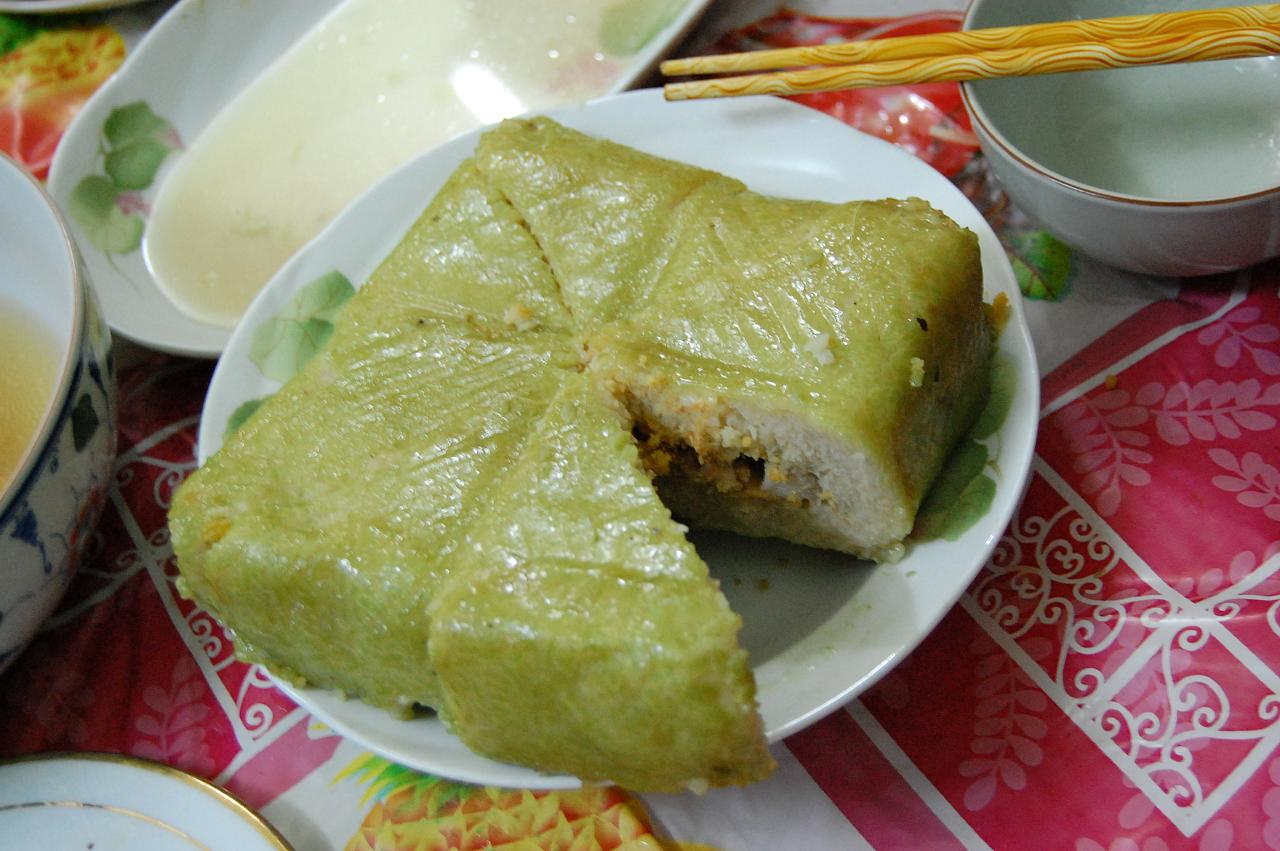
Развёрнутый баньтьынг, разрезанный на 8 частей и готовый к подаче на стол
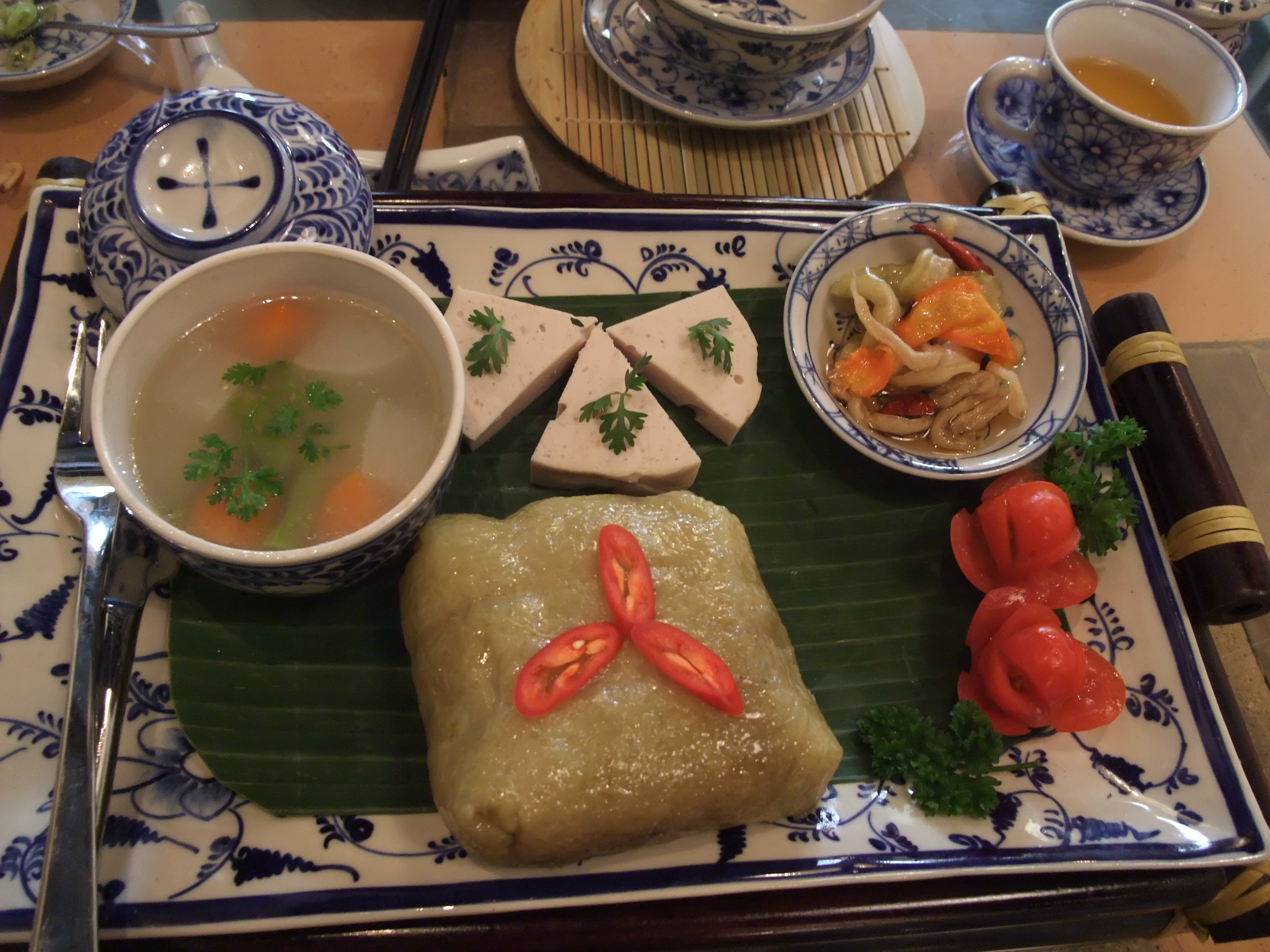
Баньтьынг с зёлуа

## История и традиции
Баньтьынг издревле считался обязательным элементом встречи Нового года, что отражено в известном дуйляне:.

Жирное мясо, солёный лук, красные дуйляни 
Новогоднее древо, хлопушки, зелёные баньтьынг
Оригинальный текст (вьет.)Thịt mỡ, dưa hành, câu đối đỏ
Cây nêu, tràng pháo, bánh chưng xanh
— 

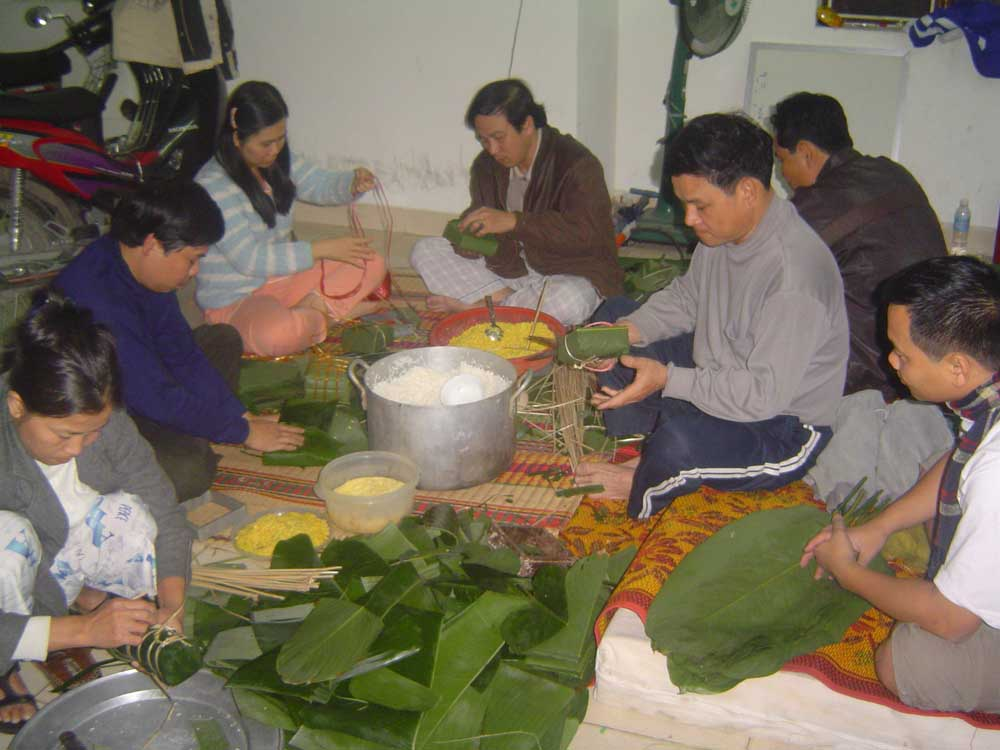
Вьетнамская семья заворачивает баньтьынг

Традиционно баньтьынг для Тета начинают готовить 27 или 28 декабря. Все члены семьи занимаются приготовлениями: мытьём листьев, натиранием свинины пряностями, варкой бобов мунг, и самым важным — заворачиванием начинки в листья и варкой. Баньтьынг нужно варить от 10 до 12 часов, семья в это время сидит у кипящего котла. В сельской местности для бедных жителей за месяц до Тета собирают деньги в фонд хо баньтьынг (вьет. họ bánh chưng), позже средства распределяются между членами фонда, так, чтобы у каждого на новогоднем столе стоял баньтьынг.
В XXI веке традиция самостоятельного приготовления баньтьынга постепенно умирает, так как семья стала меньше размером, и у её членов нет времени на то, чтобы готовить. Вместо этого вьетнамцы стали посещать магазины, где можно купить готовые баньтьынг, или заказывать их у семей, которые специализируются на их изготовлении. Таким образом, баньтьынг — это обязательный компонент встречи Нового года, но это более не чисто семейный продукт. Некоторые деревни в последнее время прославились приготовлением баньтьынга, например, Чанькхук (вьет. Tranh Khúc) и Зуиенха (вьет. Duyên Hà) (обе расположены в ханойском районе Тханьчи (вьет. Thanh Trì).
Ежегодно в День поминовения королей Хунг в храме Хунг (Футхо) проводится соревнование в приготовлении пирогов баньтьынг и баньзэй. Участники представляют девять регионов, в том числе Лаокай, Ханой и Кантхо; им выдают 5 кг риса, бобы и килограмм свинины, из этих ингредиентов нужно приготовить 10 баньтьынгов за 10 минут. Баньтьынги победившей команды возлагают на алтарь праздника. В 2005 году кулинары Хошимина преподнесли храму Хунг пару гигантских пирогов: баньтьынг и баньзэй, баньтьынг размером 1,8 x 1,8 x 0,7 метра и весом в две тонны.

## Разновидности

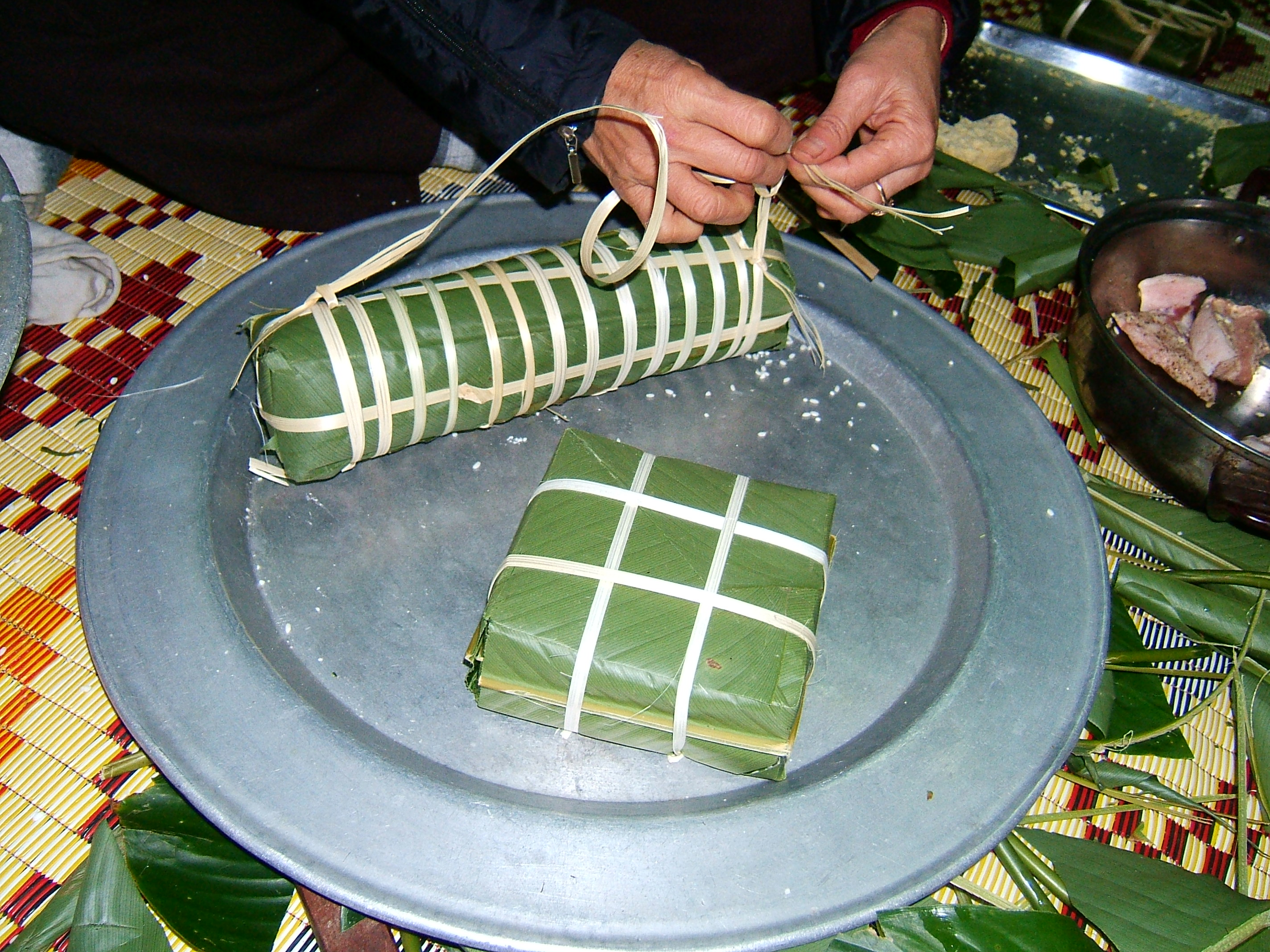
Квадратный баньтьынг и цилиндрический

Хотя обычно баньтьынг едят тёплым, его иногда поджаривают, такое блюдо называется баньтьынг ран (вьет. bánh chưng rán, жареный баньтьынг). Писатель Ву Банг упоминает баньтьынг ран в своей книге Тхыонг ньо мыой хай (вьет. Thương nhớ mười hai) как блюдо, подаваемое в холодном феврале в Ханое. В некоторых районах вместо баньтьынга готовят баньтэт, цилиндрический пирог с аналогичной баньтьынгу начинкой. На севере страны баньтэт называют баньтэй (вьет. bánh tày) или баньтьынг зай (вьет. bánh chưng dài, длинный баньтьынг). Баньтэй готовят с меньшим количеством бобов и свинины, или же вовсе без свинины, поэтому он хранится дольше. Баньтэй также можно порезать на кусочки и поджарить. Народ санзиу изготовляет особые баньтьынг с гребнем в середине, они называются баньтьынг гу (вьет. bánh chưng gù). Баньтьынг гу заворачивают не только в ладонг, но и в растение латит (вьет. lá chít).
Существуют веганские баньтьынг для буддистов: баньтьынг тяй (вьет. bánh chưng chay) и баньтьынг нгот (вьет. bánh chưng ngọt), они начиняются мелассой и коричневым сахаром вместо свинины. Рис для их приготовления иногда смешивают с гаком, для того, чтобы пирог приобрёл красный цвет. В древности баньтьынг нгот готовили в бедных семьях, которые не могли себе позволить купить свинины. Вместо неё в пирог клали кардамон, чёрный перец и бобы мунг, готовое блюдо употреблялось с мелассой.